# Atlántico (Colombia)
El Atlántico es uno de los treinta y dos departamentos que forman la República de Colombia. Su capital es Barranquilla. Se encuentra ubicado en la región Caribe. Con unos 2 835 509 habitantes (2023), es el cuarto departamento más poblado (por detrás de Antioquia, Valle del Cauca y Cundinamarca); con 3019 km² es el tercero menos extenso (por delante de Quindío y San Andrés y Providencia) y con 815 hab/km² es el segundo más densamente poblado (por detrás de San Andrés y Providencia).

## Toponimia
El nombre del departamento le fue dado en homenaje al océano Atlántico, que, con uno de sus mares interiores, el Caribe, baña el norte de Colombia y es el límite norte del departamento.

## Historia
Los pobladores prehispánicos del departamento fueron los descendientes de dos grandes familias: los caribes y los arawak. La tribu más sobresaliente fue la Mocaná, que se distribuyó por zonas y, según los lugares que ocuparon, bautizaron así las regiones, muchas de las cuales aún conservan su nombre, como Tubará, Usiacurí, Piojó, Galapa, Malambo y Baranoa, entre otras. Los asentamientos indígenas en el departamento se ubicaron en su mitad septentrional con epicentros en los municipios ya mencionados y en Suan, en el extremo sur, asentamiento ya extinguido.
A inicios del siglo XVI, Rodrigo de Bastidas descubrió las bocas del río Magdalena y las bautizó Bocas de Ceniza. También llegaron al Atlántico las expediciones de Jerónimo de Melo, Pedro de Heredia y algunos miembros del grupo comandado por Gonzalo Jiménez de Quesada. Durante la colonia, el territorio del actual departamento del Atlántico fue conocido como el partido de Tierradentro y estuvo bajo la jurisdicción de Cartagena.
Sabanalarga, San Juan de Acosta, Manatí, Santo Tomás y Polonuevo figuran entre las primeras fundaciones realizadas por españoles.
El partido de Tierradentro perteneció a la gobernación de Cartagena desde 1533, época en que los españoles colocaron sus pies en el territorio, hasta 1821 cuando se creó el departamento de Barlovento y fue agregado al departamento del Magdalena de la Gran Colombia.
En 1845 el congreso de la república crea por media de una ley el cantón de Barranquilla, que pertenecía a la provincia de Cartagena; en 1852 a consecuencia de la reapertura del puerto de Sabanilla para la exportación de productos, y por el establecimiento de una aduana, que hizo que dicho puerto adquiriera mayor importancia comercial, fue creada la provincia de Sabanilla. Al constituirse el Estado Soberano de Bolívar en 1857, Sabanilla formó parte de él como una de sus divisiones administrativas; con la constitución de 1886 el país entró en una nueva era administrativa, y los estados pasaron a denominarse departamentos, pero con la misma configuración territorial previa.
Como departamento, el Atlántico fue creado inicialmente mediante la Ley 17 del 11 de abril de 1905 dentro del plan de modernización del gobierno del general Rafael Reyes (1904-1909), quien nombró gobernador del Atlántico al general Diego A. de Castro. Estaba conformado el departamento por las provincias de Sabanalarga y Barranquilla (segregadas del departamento de Bolívar), con capital en la última. En 1908, el Atlántico fue renombrado departamento de Barranquilla, pero al año siguiente fue suprimido y anexado de nuevo al departamento de Bolívar. Se volvió a crear definitivamente como departamento mediante la Ley 21 del 14 de julio de 1910, con Daniel Carbonell como gobernador y capital Barranquilla.

## Geografía

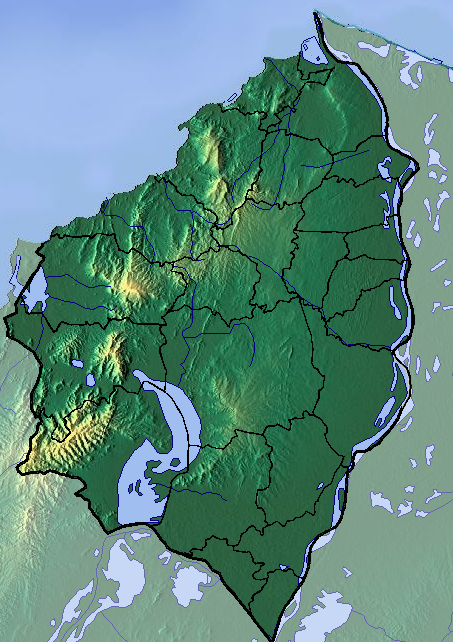
Mapa físico del Atlántico.

### Ubicación
El departamento del Atlántico está situado en el norte de Colombia, en la región Caribe. Está localizado entre los 10°15′36″ y 11°6′37″ de latitud norte, y 74°42′47″ y 75°16′34″ de longitud oeste. Cuenta con una superficie de 3 386 km² lo que representa el 0,29 % del territorio nacional. Limita por el norte y noreste con el mar Caribe, en una extensión aproximada de 90 km; desde el rompeolas occidental en Bocas de Ceniza, hasta las salinas de Galerazamba. Al oriente, con el río Magdalena, en una longitud de 105 km, contados desde su desembocadura en Bocas de Ceniza hasta el desprendimiento del canal del Dique en Calamar; al sur, suroeste y occidente con el departamento de Bolívar desde Calamar hasta las salinas de Galerazamba. Los terrenos desde Tubará hasta Galerazamba son volcánicos y petrolíferos. El territorio atlanticense se formó hace unos 65 millones de años. Tanto la parte continental como la oceánica son controladas por la falla de Romeral, cuyas dunas recientes se ubican en la zona norte, y las antiguas, en la zona sur, donde el terreno es franco-arenoso. Las elevaciones del terreno son anticlinales, y las depresiones, sinclinales.

### Límites
El Atlántico está delimitado por el mar Caribe y departamentos aledaños:
| Noroeste: Mar Caribe                | Norte: Mar Caribe                                      | Nordeste: Magdalena (Río Magdalena) |
| Oeste: Bolívar (Ciénaga El Totumo)  |                                                        | Este: Magdalena (Río Magdalena)     |
| Suroeste: Bolívar (Canal del Dique) | Sur: Límites entre Bolívar y Magdalena (Río Magdalena) | Sureste: Magdalena (Río Magdalena)  |

### Accidentes geográficos

#### Islas
En el río Magdalena, las dos llamadas La Loma y la Pensilvania en Barranquilla; la isla de Cabica frente a Soledad; y la de Caballero frente a Palmar de Varela.

#### Cabos
Las puntas de Puerto Velillo, Punta Roca, Castillo, Nisperal y Morro Hermoso en la bahía de Sabanilla (Puerto Colombia); la punta de Puerto Velero, Castillejo, Barro Azul, Caimán, Caja y Ferú en la ensenada de las Damas (Tubará); Salina del Rey, Morro Pelado, Punta de Piedra, Mahates y Punta Astilleros en Juan de Acosta; Zamba y Garita en el norte de la ensenada de Galerazamba y Juan Moreno en el sur de esta última (Piojó).

#### Bahías y ensenadas
La única bahía es la de Sabanilla (Puerto Colombia); las ensenadas son la de Fray Domingo, la de Trebal y la de Las Damas (Tubará) y la del norte de Galerazamba (en Piojó).

#### Volcanes
En Piojó, cerca de la ciénaga del Totumo se encuentra el volcán del mismo nombre, y cerca de Hibácharo, en el mismo municipio, hay otro más pequeño.

### Orografía
En el territorio predominan las tierras bajas y llanas, las ciénagas y serranías y una franja litoral entre desértica y sabana. La región forma parte de las llanuras del Caribe, solo interrumpidas por las serranías de Tubará y Piojó, cuya mayor altura son las lomas de La Vieja (530 m) y Cabeza de Vaca (250 m). La serranía de Piojó termina en la loma Pan de Azúcar, en Puerto Colombia.
Un sistema montañoso aislado y poco elevado atraviesa de sur a norte el departamento, tiene su comienzo cerca del Dique, sigue por Repelón y Sabanalarga. atraviesa Usiacurí, Piojó, Juan de Acosta, Baranoa, Galapa, Tubará, Barranquilla, Puerto Colombia y termina en la bahía de Sabanilla. Los cerros más notables, después de los mencionados, son el de Sevilla en Barranquilla; los de Aguaviva, Cupino y Pan de Azúcar en Puerto Colombia; Pital, en Galapa; Cunuco, Pital y Santa Rosa en Tubará; Mahates, en Juan de Acosta; Sierra Palma en Baranoa; Caballo en Repelón; y Juan del Toro, Caldera y Mono en Sabanalarga.
Las tierras planas, situadas al sur del departamento, son una zona cenagosa encerrada entre la cuenca del río Magdalena y el canal del Dique, donde también se encuentran lomas como La Punta, cercana al embalse del Guájaro, y las del Caballo y El Coco, al noroccidente de Manatí.
Otra elevación importante es cerro Alto (523 m s. n. m.). En el límite con Bolívar se presenta un fenómeno volcánico conocido como "Los Volcancillos de Lodo".

### Hidrografía
La hidrografía de la región se puede dividir en tres cuencas: la del río Magdalena, al Oriente, desemboca en el Caribe y recibe las aguas de los arroyos El Salado, San Blas, Rebolo, entre otros; la del canal del Dique, que comunica el río Magdalena con la bahía de Cartagena, formada por ríos y ciénagas que se unen a las aguas del canal; y la hidrográfica del litoral Caribe, que abarca desde el tajamar occidental de Bocas de Ceniza hasta Galerazamba y está alimentada por arroyos como Cucambito, Cascabel y Nisperal. Cuenta además con las ciénagas de Luruaco, del Totumo, de Mallorquín, de los Manatíes, de Malambo, de Santo Tomás, de Palmar de Varela, de Tocagua, Convento, cerca de Malambo; la de Repelón, la de Zarzal al sur de Repelón, la de Sanaguare cerca del Dique, Bravo, Algodonal en Campo de la Cruz; Redonda y Prieto, cerca de Galerazamba, de Manatí, otra Sanaguare, Ciénaga Vieja, Sabanagrande y Sábalo en Candelaria y Manatí, y Lubero o Tulio creca de Ponedera. El único lago es el embalse del Guájaro. El Magdalena y la zona del río Guájaro son las principales fuentes que alimentan las ciénagas de esta región.

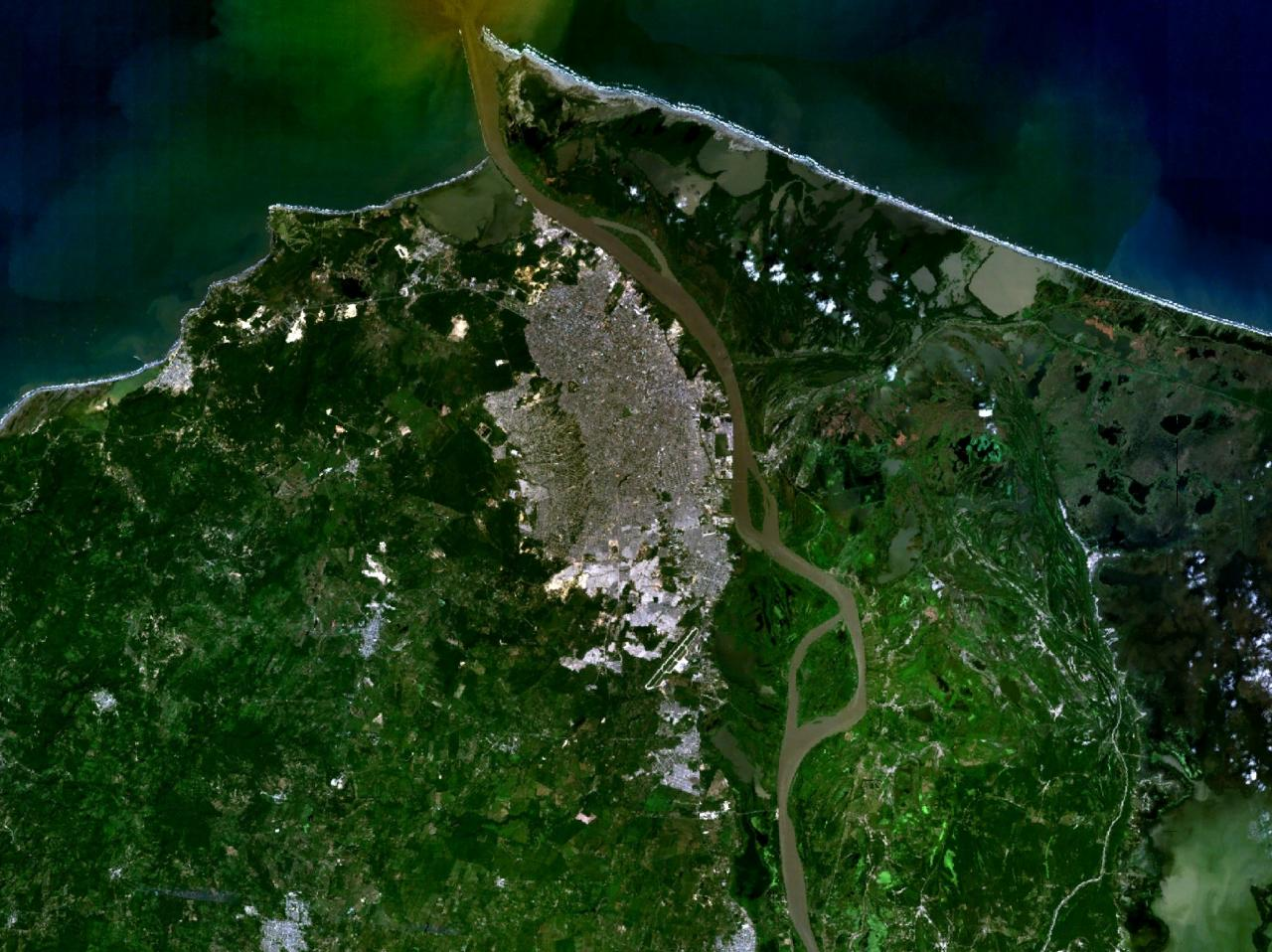
Desembocadura del río Magdalena

Se considera como cuenca hidrográfica al canal del Dique, cuyo curso ayuda a regular los peligros de inundación durante la época de crecimiento del río. La cuenca del litoral recibe pequeños arroyos y caños.

### Clima
El clima del departamento es cálido. La temperatura media anual es de 26 °C.
Con medidas máximas registradas de 29.9 °C y mínimas de 25 °C, entre octubre y noviembre. La climatología del departamento varía entre periodos de grandes lluvias y sequías. También es de tener en cuenta que sus bajas serranías no contribuyen a condensar las aguas de las precipitaciones que caen durante el verano y tampoco sirven de barrera para impedir que pasen los vientos que provienen del mar, absorbiendo la humedad. Todo ello determina el clima del departamento, que es tropical, cálido y seco. En las regiones central y sur, de zonas bajas e inundables, el clima es más húmedo que en el resto del departamento. En la zona noreste el clima varía entre tropical húmedo y seco y semiárido por las escasas precipitaciones. En la franja litoral, donde las temperaturas son elevadas y las lluvias escasas, el clima es seco.
El departamento del Atlántico presenta un clima tropical de tipo estepa y sabana de carácter árido en la desembocadura del río Magdalena y alrededores de Barranquilla; semiárido en las fajas aledañas al litoral y al río Magdalena y semihúmedo desde Sabanalarga hacia el sur.

## Gobierno y administración
Poder ejecutivo

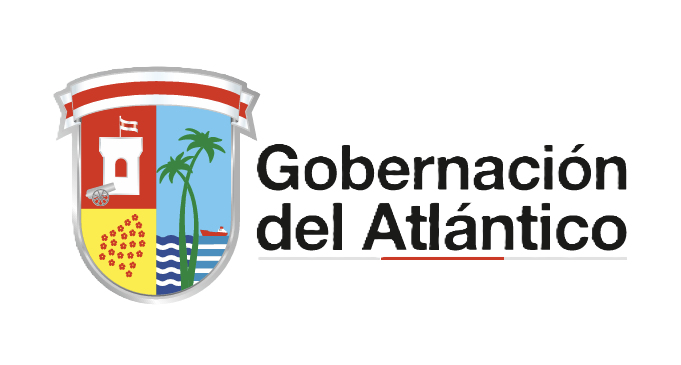
Logo de la Gobernación del Atlántico.

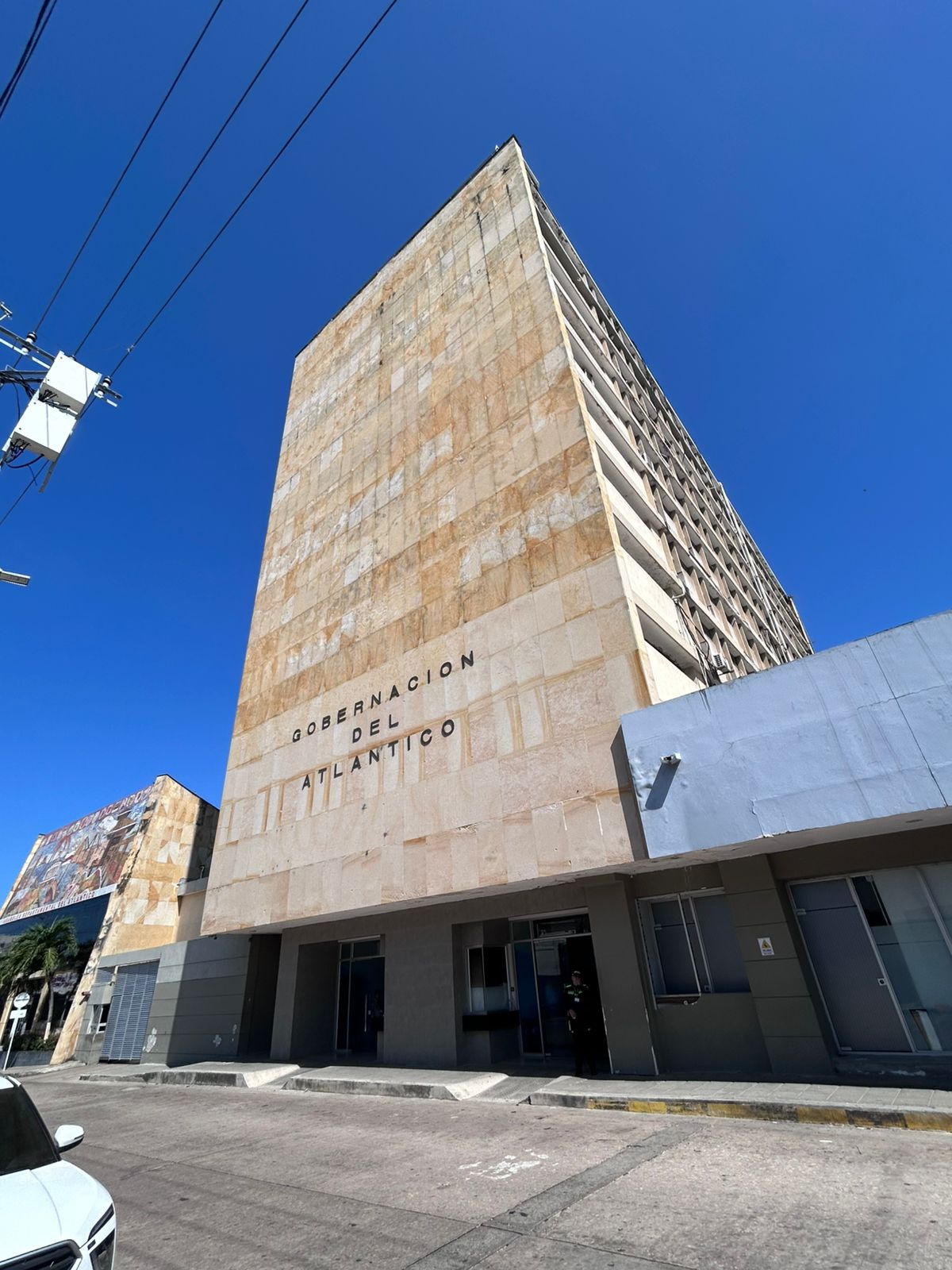
Edificio de la Gobernación del Atlántico, Barranquilla

La Gobernación tiene a su cargo obras del ámbito departamental de infraestructura como carreteras y acueductos municipales, culturales como museos, educativos como la Universidad del Atlántico, administrativos como la expedición de pasaportes, el manejo ambiental, entre otros. El gabinete departamental está integrado por 16 secretarías, 2 gerencias y 1 jefatura.
| Secretarías                                                            | Gerencias                   | Jefaturas                                             |
| ---------------------------------------------------------------------- | --------------------------- | ----------------------------------------------------- |
| Despacho del Gobernador                                                | Gerencia de Asuntos Étnicos | Jefatura de Oficina de Quejas y Control Disciplinario |
| Secretaría de Infraestructura                                          | Gerencia de Capital Social  |                                                       |
| Secretaría Privada                                                     |                             |                                                       |
| Secretaría Jurídica                                                    |                             |                                                       |
| Secretaría de Cultura y Patrimonio                                     |                             |                                                       |
| Secretaría General                                                     |                             |                                                       |
| Secretaría de Control Interno                                          |                             |                                                       |
| Secretaría de Hacienda                                                 |                             |                                                       |
| Secretaría de Salud                                                    |                             |                                                       |
| Secretaría de Agua Potable y Saneamiento Básico                        |                             |                                                       |
| Secretaría de Planeación                                               |                             |                                                       |
| Secretaría de Desarrollo Económico                                     |                             |                                                       |
| Secretaría de Educación                                                |                             |                                                       |
| Secretaría del Interior                                                |                             |                                                       |
| Secretaría de Junta de Ciudadela Universitaria                         |                             |                                                       |
| Secretaría de la Mujer y Equidad de Género                             |                             |                                                       |
| Secretario de Tecnologías de la Información y las Comunicaciones (TIC) |                             |                                                       |

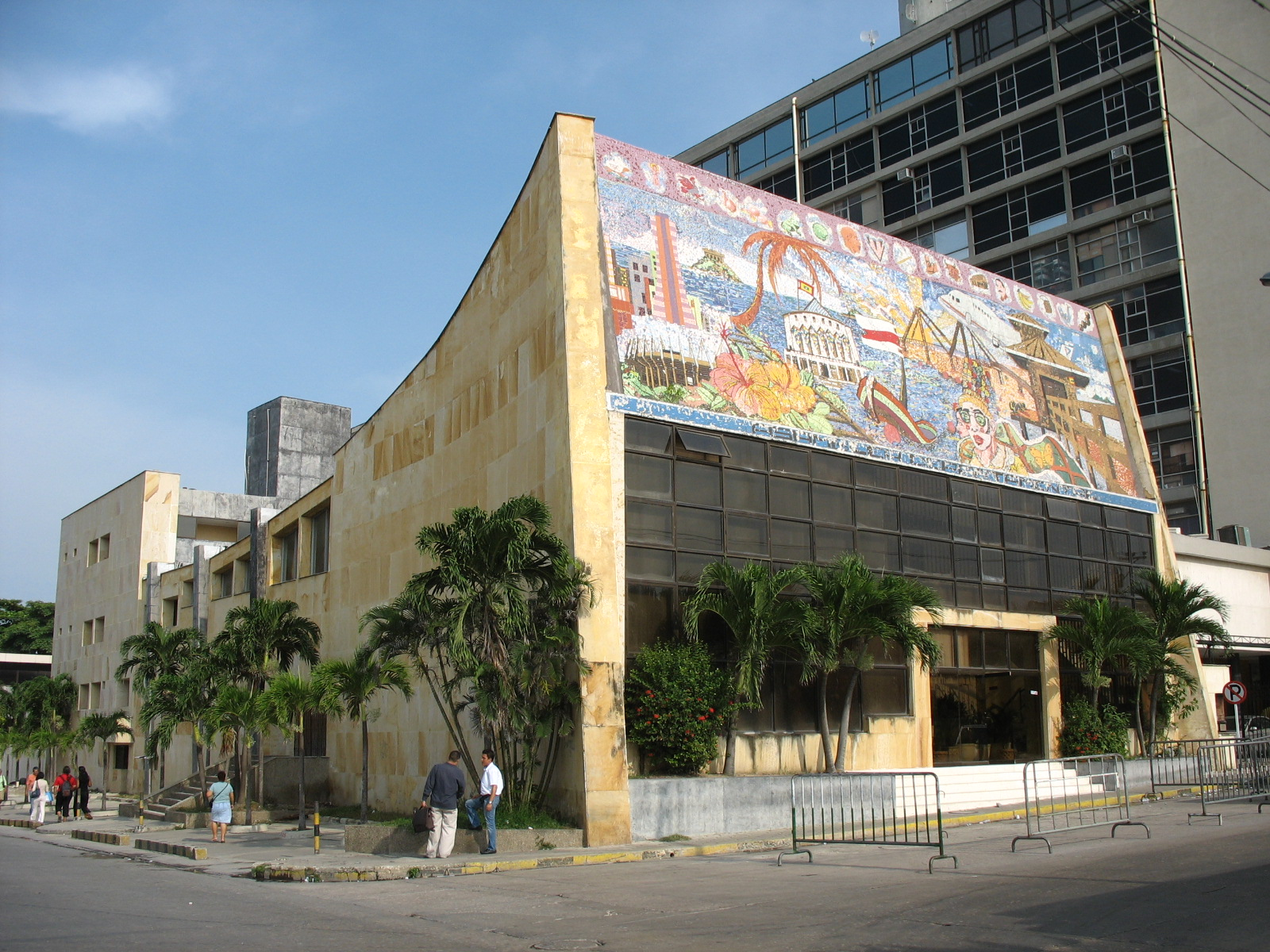
Edificio de la Asamblea del departamento del Atlántico (1977) con el mural "Atlántico" (1986)

La Asamblea Departamental es el órgano político-administrativo del nivel departamental y de representación popular que ejerce funciones de coadministración y de control político sobre el gobierno departamental. Se pronuncia mediante ordenanzas. En Colombia, las Asambleas no ejercen función legislativa, por esta razón, no pertenecen a la Rama Legislativa del Poder Público, pues dicha función es ejercida de manera exclusiva por el Congreso de la República.
Poder judicial
El Tribunal Superior del Atlántico es el máximo órgano judicial del departamento.

## Organización territorial
El departamento del Atlántico se compone de 22 municipios y 1 distrito, y está distribuidos en cinco subregiones:
- Metropolitana: conformada por los municipios de Barranquilla, Galapa, Malambo, Soledad y Puerto Colombia.
- Centro: conformada por los municipios de Baranoa, Luruaco, Polonuevo, Sabanalarga y Usiacurí.
- Occidente o Costera: conformada por los municipios de Juan de Acosta, Piojó y Tubará.
- Oriente: conformada por los municipios de Palmar de Varela, Ponedera, Sabanagrande y Santo Tomás.
- Sur: conformada por los municipios de Campo de la Cruz, Candelaria, Manatí, Repelón, Santa Lucía y Suan.

## Demografía
Los municipios más poblados del departamento para 2025 son:
| Evolución de la población del departamento del Atlántico (1912-2025)      |
|                                                                           |
| Población según censo. Población según proyección.Fuente: Statoids. DANE. |

Según las proyecciones para 2020 del último censo realizado en 2018, en el Atlántico habitan 2.600.904 personas, de las cuales 1 994 879 (78%) viven en el área metropolitana de Barranquilla.

### Etnografía
La composición racial del departamento es:
- Mestizos y blancos (77,73%).
- Negros o afrocolombianos (20,84%).
- Amerindios o indígenas (1,33%).
- Gitanos (0,09%).

### Idioma
El idioma hablado por la totalidad de la población es el español.

### Inmigración
El más reciente censo general de la nación, realizado por el Departamento Administrativo Nacional de Estadística de Colombia (DANE), presenta los siguientes resultados acerca del país de nacimiento de los habitantes del departamento del Atlántico.
| N.º        | País           | Población |
| ---------- | -------------- | --------- |
| 1          | Venezuela      | 161 313   |
| 2          | Estados Unidos | 951       |
| 4          | España         | 397       |
| 3          | Panamá         | 235       |
| 5          | Argentina      | 234       |
| 6          | Ecuador        | 203       |
| 7          | Líbano         | 156       |
| 8          | Perú           | 136       |
| 9          | China          | 129       |
| 10         | Brasil         | 126       |
| No informa | No informa     | 462       |
| Otros      | Otros          | 1 641     |
| Total      | Total          | 165 983   |

## Símbolos

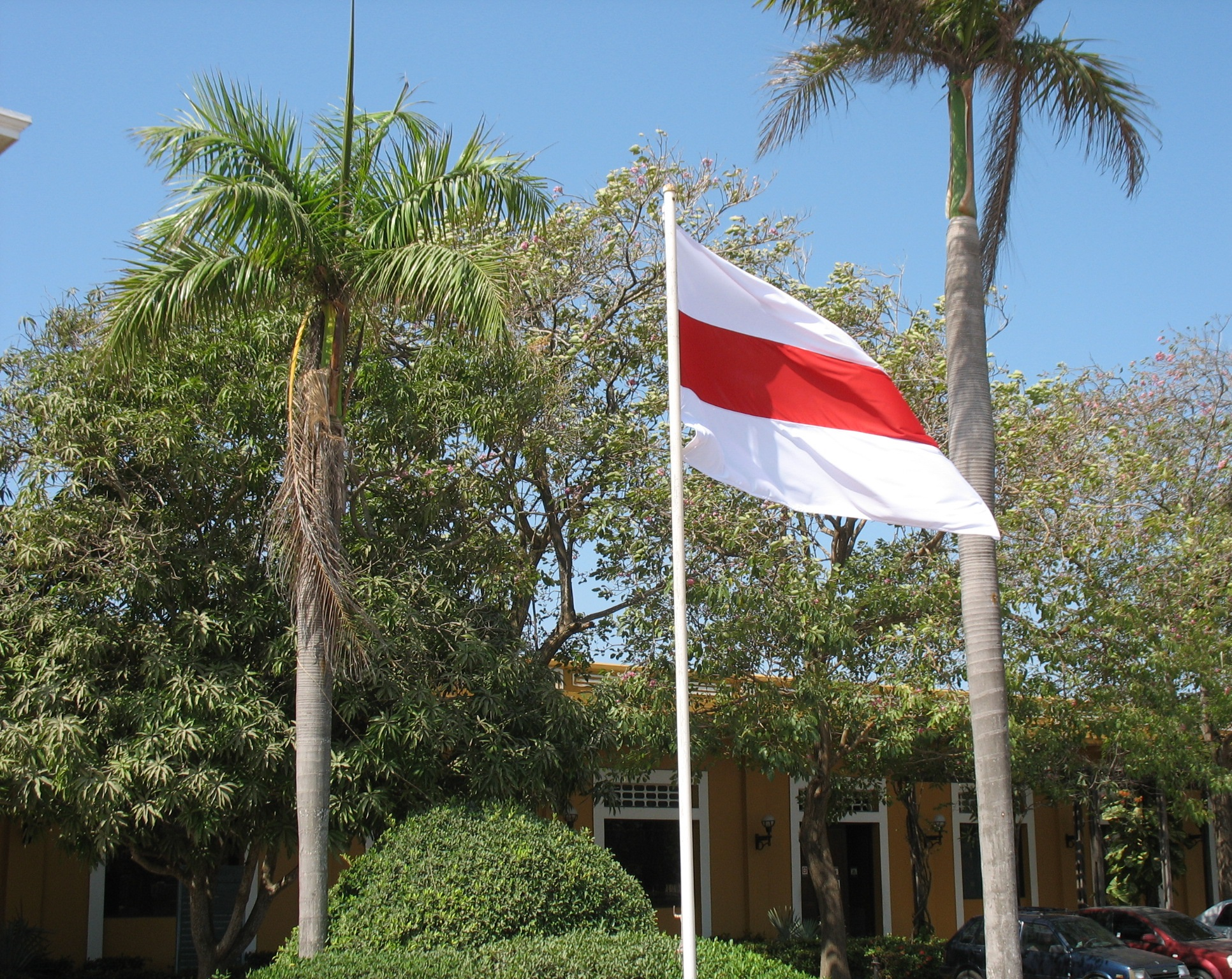
Bandera del departamento del Atlántico.

- Bandera: La bandera consiste en tres franjas longitudinales, blancas la superior y la inferior, y roja la central. Fue adoptada en 1989.
- Escudo: El escudo fue adoptado en 1913 a raíz del centenario de la adjudicación de emblemas por parte del gobierno del Estado Libre de Cartagena a Barranquilla.
- Himno: El himno fue adoptado en 1976, luego de que la Oficina de Extensión Cultural del departamento del Atlántico convocara a un concurso para escogerlo. La letra es autoría de María Delina Álvarez y la partitura de Anita Zabaraín Bermúdez.== Educación ==

La educación superior se lleva a cabo en su totalidad en la ciudad de Barranquilla, donde funcionan reconocidas universidades como la del Atlántico establecimiento que ofrece programas en los CERES de Sabanalarga, Sabanagrande y Suan y la del Norte. En el municipio de Soledad funciona la Institución Universitaria ITSA, enfocado en carreras tecnológicas y técnicas profesionales. Es pionera en la Región Caribe en la implementación de programas propedéuticos y en los Proyectos de Articulación de la Educación Media con la Educación Superior. Además, cuenta con una sede en Barranquilla. Administra los CERES (Centros Regionales de Educación Superior) un programa del Gobierno Nacional.
Desde el año 2017 funciona la sede sur de la Universidad del Atlántico en el municipio de Suan
Cada municipio posee diversas escuelas de enseñanza media secundaria, básica primaria y preescolar. En Campo de la Cruz está La IETC La Inmaculada, en Suan, la IE Adolfo León Bolívar Marenco, conformada por 6 sedes (bachillerato y primaria). El estatal Servicio Nacional de Aprendizaje (SENA) opera en Barranquilla ofreciendo formación técnica y comercial, y en Sabanalarga en el área agroindustrial.

## Economía
La industria y el comercio ocupan un lugar de primer orden en Barranquilla, capital del departamento, debido a su condición puerto marítimo y fluvial. Los principales sectores son el químico, farmacéutico, los alimentos, el metalmecánico, las bebidas y el papel. La economía del Atlántico es bastante diversificada, con predominio de los servicios (66%), la industria (25%) y las actividades agropecuarias (8%). La minería tiene poca importancia (1%), aunque existen yacimientos de carbón, caliza, yeso y otros minerales que en algunos casos son explotados de manera ilegal. En los municipios de Soledad y Malambo se desarrolla una importante actividad comercial e industrial, la más importante de la región Caribe y una de las principales a nivel nacional, gracias a su cercanía con Barranquilla, representada en varios centros comerciales y parques industriales.

## Transporte

### Aéreo

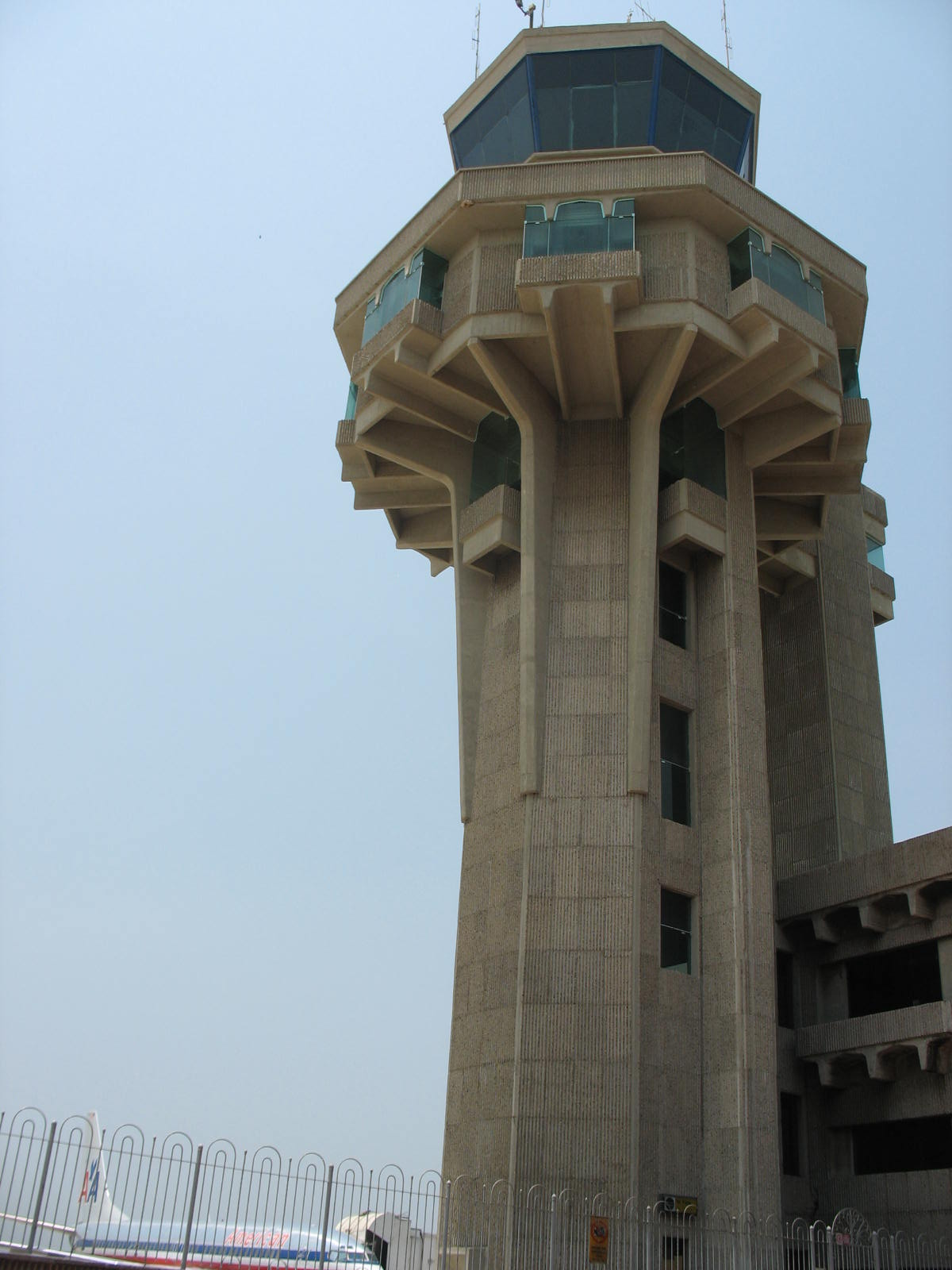
Torre de control del Aeropuerto Internacional Ernesto Cortissoz.

El transporte aéreo hacia las principales ciudades del país, el resto del continente y Europa se hace a través del aeropuerto Internacional Ernesto Cortissoz ubicado en el municipio de Soledad. Desde el interior del país y del exterior vuelan aerolíneas como Avianca, Latam, Spirit, EasyFly, Copa Airlines Colombia, Wingo, American Airlines, entre otras.

### Terrestre
En el departamento del Atlántico confluyen dos de los más importantes corredores del Red Nacional de Vías del país:
- La Troncal de Occidente (Ruta Nacional 25, llamada en Barranquilla Carretera Oriental) que va paralela al río Magdalena, conduce a los departamentos de Bolívar, Sucre y Córdoba, continúa hasta llegar a Medellín y de allí a todas las ciudades del occidente colombiano, para luego empalmar con la carretera Panamericana.
- La Troncal del Caribe (Ruta Nacional 90), que le permite comunicación con las demás ciudades de la Costa Caribe y con la red vial de Venezuela. En Barranquilla esta vía se bifurca en dos: la carretera de la Cordialidad (nacional 90), con una longitud de 143 km, entre Barranquilla y Cartagena, y la carretera Paralela al Mar (nacional 90A) que con una longitud de 114 kilómetros y mejor infraestructura une a estas dos ciudades. Hacia el oriente, la troncal del Caribe permite llegar al punto llamado La Y de Ciénaga, en donde se conecta con la Troncal del Magdalena para acceder a ciudades como Bogotá, Bucaramanga, Valledupar, entre otras.

El departamento cuenta también con la carretera del Algodón que conecta a Barranquilla con el corregimiento de Juan Mina y otros municipios del departamento del Atlántico como Tubará, Juan de Acosta y Piojó.
Además, Barranquilla cuenta con la terminal de transportes intermunicipal e interdepartamental ubicada en el municipio de Soledad, y con un sistema de transporte urbano masivo, Transmetro, para toda el área metropolitana.

### Marítimo y fluvial

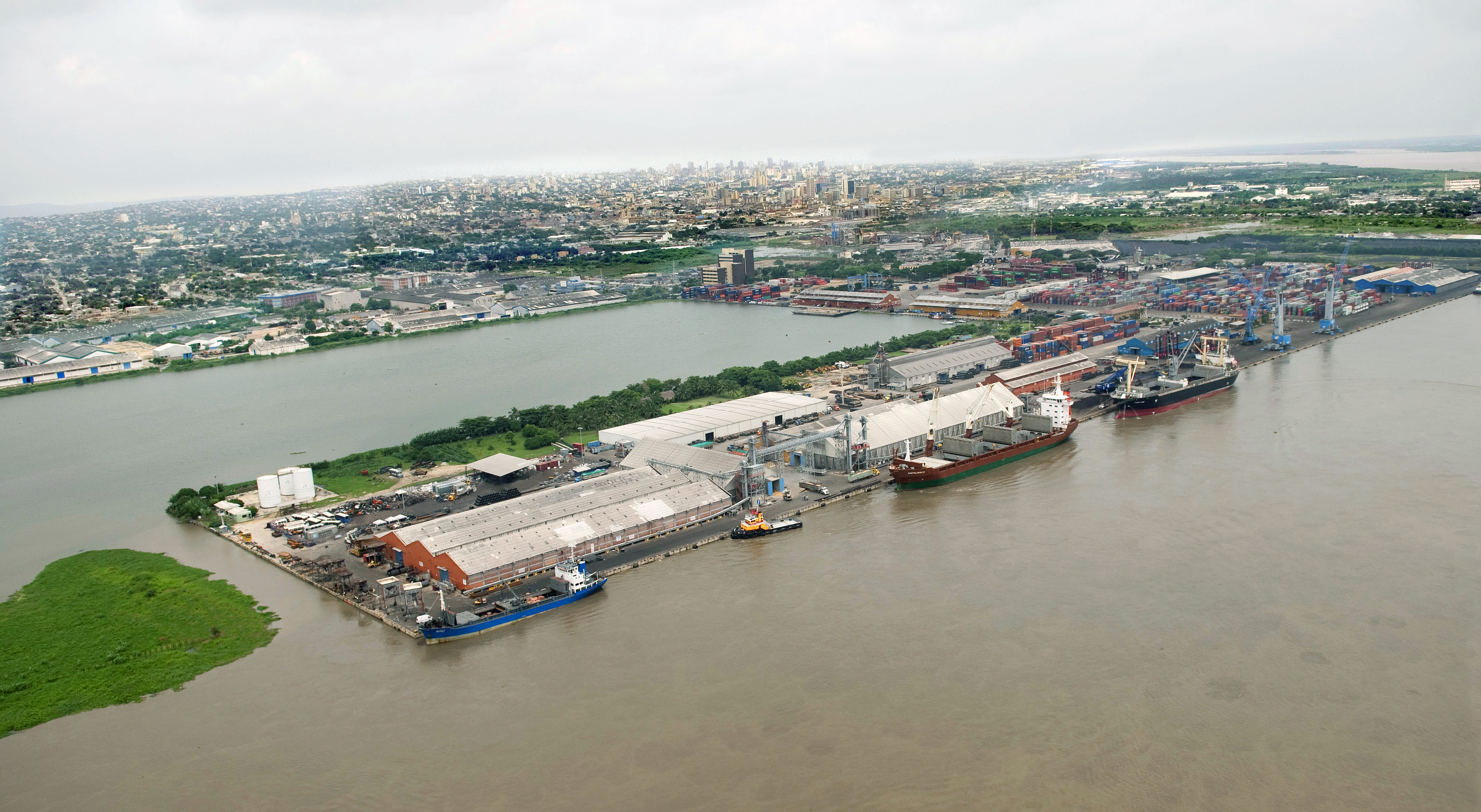
Puerto de Barranquilla.

Barranquilla cuenta con un importante puerto marítimo y fluvial, tercero en importancia por volumen de carga en el país. El terminal marítimo y fluvial es administrado, operado y comercializado por la privada Sociedad Portuaria Regional de Barranquilla. La Sociedad Portuaria del Norte presta servicios portuarios y logísticos multipropósito como terminal marítimo y fluvial. El tráfico a través del puerto de Barranquilla (incluyendo el río Magdalena) es regulado por la Capitanía de Puerto de Barranquilla, dependencia de la Dirección General Marítima - Dimar, autoridad marítima nacional, la cual tiene a su cargo la dirección, coordinación y control de las actividades marítimas como de arribos, zarpes, situación de naves, seguridad, trámite de licencias, anuncios, entre otras. El Parque Industrial Malambo, ubicado en el municipio, de Malambo, cuenta con un puerto privado.

## Medios de comunicación
El Atlántico posee una infraestructura de telecomunicaciones en la que destaca el cable de fibra óptica submarino que parte de las costas del municipio de Puerto Colombia hacia Estados Unidos, conectando a Colombia con los principales centros de comunicación mundiales. Desde 2008, en Barranquilla funciona el cable Sur América 1 (Sam1), operado por la empresa Movistar, que incrementará en un 50 por ciento la capacidad de acceso de Colombia a Internet banda ancha, lo cual proyecta a Barranquilla como una zona franca de telecomunicaciones.
Telefonía
En el departamento ciudad están disponibles servicios de telefonía pública fija local, nacional e internacional, prestados por las compañías Metrotel, Claro Colombia, ETB y Movistar, las cuales ofrecen también servicios de Internet de banda ancha y canales dedicados empresariales, servicios ofrecidos también por UNE.
En materia de telefonía celular, Barranquilla tiene a su disposición servicios de última generación como GSM, 3.5G y PCS, prestados por los operadores Movistar, Claro, Tigo, Virgin Mobile y Uff, todos con cobertura nacional y con tecnología 4G,3G, GSM.
Televisión
Desde 1986, la Costa Caribe colombiana cuenta con el canal regional de televisión Telecaribe, que tiene su sede de operaciones en Barranquilla. A mediados de 2014 se convirtió en el primer canal regional de Colombia en emitir contenidos en alta definición (HD) a través de la Televisión Digital Terrestre. Además, en Barranquilla funcionan por señal abierta el Canal 23 de la Universidad Autónoma del Caribe y los cinco canales de televisión nacionales (RCN, Caracol, Canal Uno, Señal Colombia y Canal Institucional), disponibles tanto en su señal Análoga como por la Televisión Digital Terrestre en el estándar DVB-T2. Asimismo, desde la ciudad genera señal el canal universitario nacional ZOOM TV con trasmisión para todo el país. Los principales operadores de televisión por cable son Claro Colombia, Movistar Colombia y UNE.
| Canales de televisión de Barranquilla | Canales de televisión de Barranquilla | Canales de televisión de Barranquilla | Canales de televisión de Barranquilla | Canales de televisión de Barranquilla | Canales de televisión de Barranquilla |
| Canales VHF                           | Canales VHF                           | Canales VHF                           | Canales VHF                           | Canales VHF                           | Canales VHF                           |
| Emisora                               | Canal                                 | Emisora                               | Canal                                 |                                       |                                       |
| ------------------------------------- | ------------------------------------- | ------------------------------------- | ------------------------------------- | ------------------------------------- | ------------------------------------- |
| Telecaribe                            | 7 UHF (canal 17 DVB-T2)               | Canal 23                              | 23                                    |                                       |                                       |
| Televisión por suscripción            |                                       |                                       |                                       |                                       |                                       |
| Emisora                               | Canal                                 |                                       |                                       |                                       |                                       |
| ZOOM TV                               | 72 (Claro TV)                         |                                       |                                       |                                       |                                       |

Radio
En el departamento transmiten diversas emisoras en AM y FM, tanto locales (principalmente Barranquilla y Soledad) como nacionales, tanto informativas como musicales, entre otras.
Prensa
En el Atlántico circulan periódicos de tirada local y nacional, todos matutinos: El Heraldo, La Libertad, Al Día (de la casa editorial de El Heraldo), Qhubo, y los periódicos de distribución nacional El Tiempo, con un tiraje especial para la Región Caribe, y El Espectador. Desde septiembre de 2008 circula ADN (diario gratuito nacional de la Casa Editorial El Tiempo).

## Turismo
Algunos de los más importantes destinos y atracciones turísticas del departamento son:
Bocas de Ceniza. Desembocadura del río Magdalena en el mar Caribe, a 15 minutos de Barranquilla. El paseo puede ser en tren de vagones que sale del campamento de Las Flores, al final de la Vía 40.
Ecoparque ciénaga de Mallorquín. Ideal para ecoturismo, es un bosque de manglares a orillas de la ciénaga de Mallorquín con plataformas que permiten internarse en la vegetación.
Gran Malecón. Parque urbano multipropósito a orillas del río Magdalena en Barranquilla.
Zoológico de Barranquilla. Alberga vistosas y exóticas especies animales nativas y de otros continentes, haciéndose énfasis en la fauna colombiana y en la protección de las especies amenazadas. Se podrán apreciar más de 500 animales pertenecientes a 140 especies, desde gallinas hasta elefantes o leones, pasando por toda clase de mamíferos, peces, aves, reptiles, anfibios y primates. Integrados al zoológico, se hallan la biblioteca, el museo de historia natural, parque de atracciones y tiendas.
Puerto Colombia. Población que, con su viejo muelle, rememora los finales del siglo XIX y principios del XX, cuando fue el primer puerto marítimo del país. Es un terreno plano y cálido que dispone de ciénagas como Aguadulce, el Rincón y el Salado; y playas como Punta Roca, Sabanilla, Salgar, Miramar y Pradomar; además de un antiguo fuerte español, el Castillo de Salgar. Además, la plaza de Puerto Colombia, el faro, el lago del Cisne o ciénaga El Rincón, el Centro Gastronómico Internacional y el centro artesanal Sazón Atlántico.
Sabanagrande. Malecón ecoturístico, parque ecológico y zoocriadero de reptiles Cocodrilia.
Usiacurí. Casa-museo del poeta Julio Flórez, miradores, artesanías.
Volcán del Totumo. Volcán de lodo a 70 km de Barranquilla.
Balnearios
- Pradomar (Puerto Colombia).
- Salgar (Puerto Colombia).
- Miramar (Puerto Colombia)
- Punta Roca (Puerto Colombia).
- Sabanilla (Puerto Colombia).
- Puerto Caimán (Tubará).
- Puerto Velero (Tubará).
- Caño Dulce (Tubará).
- Playa Tubará (Tubará).
- Playa Mendoza (Tubará)
- Palmarito (Tubará)
- Santa Verónica (Juan de Acosta)
- Salinas del Rey (Juan de Acosta)
- Puerto Mocho (Barranquilla)

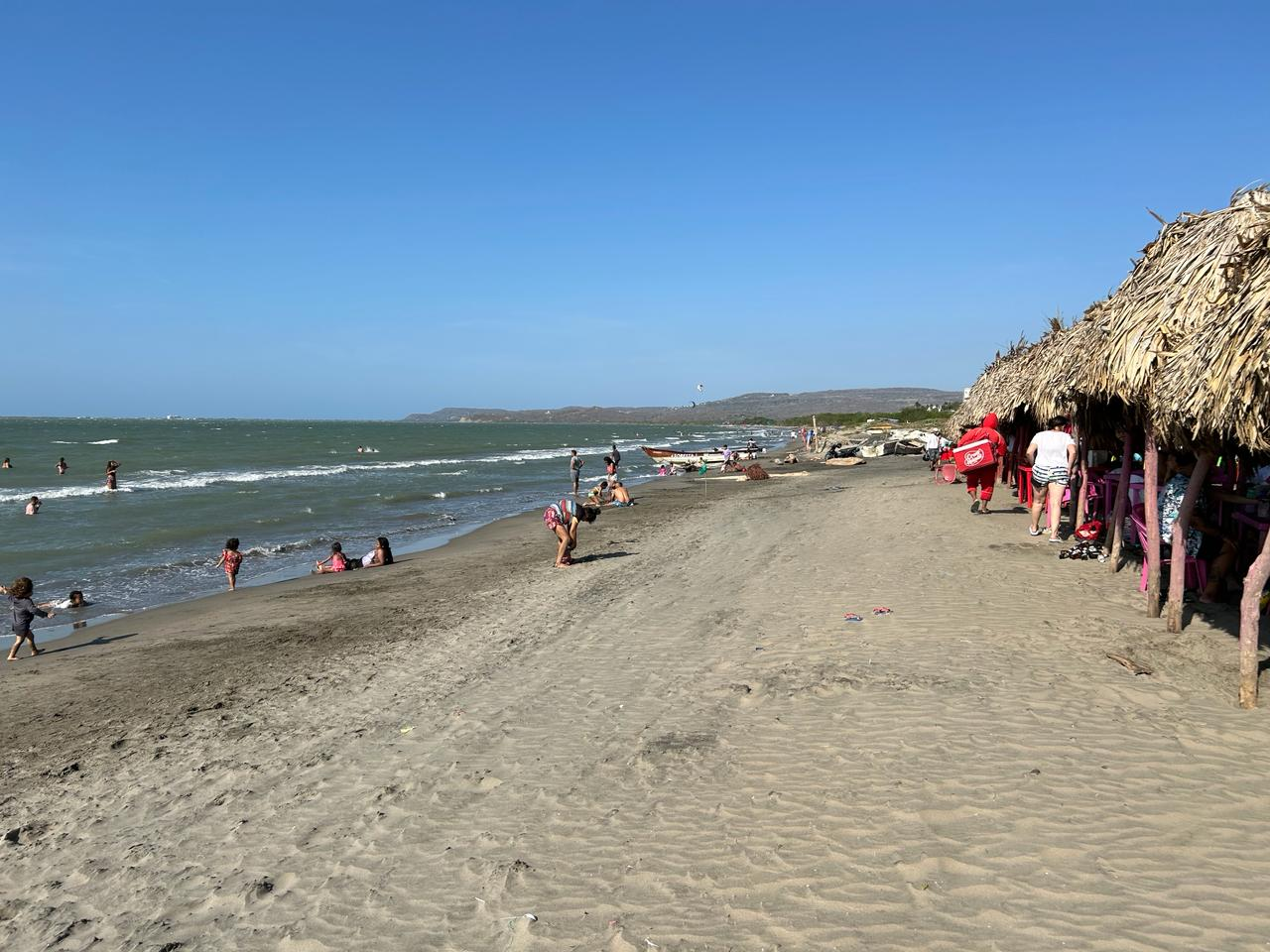
Playa Tubará

Otros sitios turísticos del Atlántico son:
- Cueva de la Mojana. Corregimiento de Arroyo de Piedra, Luruaco.
- La Peña, corregimiento de Sabanalarga, a orillas del embalse del Guájaro.
- Ciénagas de Luruaco y del Totumo y el embalse del Guájaro, ideales para deportes náuticos y pesca deportiva. En el cerro de Cupino (Puerto Colombia), se practica el parapente. Galapa es un importante centro de artesanías. Piedra Pintada, en El Morro, Tubará, es un sitio arqueológico.

## Educación
El Atlántico tiene prácticamente cobertura total en educación básica gratuita para la totalidad de su población infantil.
Además de las escuelas y colegios de primaria y secundaria (tanto privados como estatales), el departamento cuenta con la Universidad del Atlántico, única institución estatal de educación superior, así como aproximadamente 15 universidades privadas. Estos centros cubren la mayoría de las carreras universitarias que se ofrecen en el país (ciencias básicas, ingeniería, ciencias de la salud, ciencias económicas y administrativas, ciencias humanas, Derecho, idiomas, Bellas Artes, ciencias de la Educación, entre otras), así como múltiples estudios de posgrados (especializaciones, maestrías y doctorados).
La sede principal de la Universidad del Atlántico se encuentra en Puerto Colombia, y tiene sedes en Barranquilla y en Suan.

## Cultura

### Cultura popular
Los grupos de millo y las papayeras ejecutan aires como la cumbia, el porro y el fandango, y son importantes en festejos populares como carnavales, fiestas patronales y festivales gastronómicos en pueblos y ciudades. La expresión cultural más importante del Atlántico es el carnaval. También son populares las corralejas. 
El traje típico de los hombres es la indumentaria del cumbiambero, se compone de pantalón y camisa manga larga de lino blanco, pañolón rojo en el cuello, sombrero y cotizas. Usa mochila y puede llevar machete. La mujer usa pollera, cotizas, collares, candongas (aretes grandes), pulseras y tocado de flores en el pelo.
Existen mitos y leyendas vernáculos y otros dejados por españoles, indígenas y esclavos africanos. Entre las leyendas más populares se destacan el Hombre Caimán, la Patasola y la Llorona.

### Bellas artes
Alejandro Obregón ha sido el artista más importante del departamento. Nacido en España de padre barranquillero y madre española, se estableció desde temprana edad en Barranquilla, donde volvió a vivir varias veces durante su adultez. Su obra pictórica y escultórica está presente en varios sitios de Barranquilla y en otros puntos del departamento. Formó parte del Grupo de Barranquilla junto a Orlando "Figurita" Rivera, otro pintor destacado. Otros artistas plásticos importantes son Rosario Heins, Humberto Aleán, Roy Pérez, Norman Mejía, Ángel Loochkartt, entre otros.
Escultura
Se han destacado Elsa Losada, Augusto Malabet, Walter Buelvas, Wilfrido Polo, Bruno Brieva y Yino Márquez.

### Música
El ritmo vernáculo y autóctono es la cumbia. Otros géneros y ritmos populares son la salsa, el mapalé, el fandango, la puya, el garabato, el jalao, el merecumbé, la guaracha, el vallenato, el porro, el merengue dominicano, la champeta y el reguetón. El departamento cuenta con el conservatorio de música de la Universidad del Atlántico. Sobresale la Banda de Baranoa entre las agrupaciones musicales folclóricas.
En cuanto a la expresión musical popular, se destacan compositores, músicos e intérpretes como Shakira, Francisco "Pacho" Galán, Esther Forero, Rafael Campo Miranda, Mario Gareña, Aníbal Velásquez, Rafael Mejía Romani, Isaac Villanueva, Adolfo Echeverría, Ángel Alfonso Molina, Ángel Camacho y Cano, Joe Arroyo, Chelito de Castro, Pedro "Ramayá" Beltrán, Efraín Mejía, Gabriel Romero, Alci y "Checo" Acosta, Nelson Pinedo, Luis Carlos Meyer, Maía, entre otros.

### Literatura
En el departamento se han destacado escritores como los poetas Miguel Rasch Isla, Gabriel Escorcia Gravini, Julio Flórez, Meira Delmar y Amira de la Rosa, y novelistas como José Félix Fuenmayor, Gabriel García Márquez, Álvaro Cepeda Samudio, Marvel Luz Moreno y Ramón Illán Bacca. 
El Grupo de Barranquilla aglutinó a una importante generación de escritores y artistas en los años 1950.

### Escenarios culturales
Además de los escenarios culturales de Barranquilla, el departamento cuenta con:
- Casa Museo Julio Flórez en Usiacurí.[27]
- Casa Museo Simón Bolívar de Soledad.
- Museo Arqueológico de Galapa (Muga).
- Museo Histórico de Baranoa (Muhba).
- Casa Museo "Figurita" en Baranoa.
- Museo Paleontológico de La Peña, corregimiento de Sabanalarga.
- Centro de memoria, cultural e histórico de Puerto Colombia.
- Sala de Arqueología en Villa Rosa, corregimiento de Repelón.[28]

### Gastronomía
De la gastronomía atlanticense forman parte los sancochos, como el de guandú, el de mondongo, los de pescados como bocachico o sábalo, el de costilla o el de gallina; el arroz de lisa, pescados como el bocachico, el lebranche, la arenca y la mojarra, arroces de coco, de fideos y de fríjol cabecita negra, la butifarra, los bollos de yuca, limpio, de mazorca y de angelito; la arepa, especialmente la de huevo; fritos como la caribañola, la empanada y el patacón; jugos de frutas tropicales, la hayaca, el pastel (de arroz), el chicharrón, los granos guisados (fríjoles como zaragoza, cabecita negra, lentejas, entre otros) y las tortas de maíz. Entre las bebidas se encuentran el agua de panela, la limonada y el patillazo. Distintos municipios y poblaciones del departamento son asociados con productos culinarios, de los cuales se realizan varios festivales:
- Aguada de Pablo (corregimiento de Sabanalarga): mojarra (festival).
- Baranoa: chicharrón (festival).
- Barranquilla: arroz de liza, sopa de guandú.
- Campeche (corregimiento de Baranoa): ciruela y productos derivados.
- Juan de Acosta: millo (festival)
- Luruaco: arepa de huevo, bollo de plátano.
- Palmar de Varela: dulce de guayaba.
- Piojó: bollo de yuca dulce, de angelito.
- Pital de Megua (corregimiento de Baranoa): pastel (festival).
- Polonuevo, Pitalito: bollo de yuca.
- Ponedera: bollos.
- Puerto Colombia, Pradomar, Salgar: arroz de chipichipi.
- Sabanalarga: bollo de mazorca.
- Sibarco (corregimiento de Baranoa): sopa y productos del guandú, bollo de yuca (festival).
- Soledad: butifarra.
- Suan: arenca.
- Tubará: yuca y totumo (festival).

### Ferias y fiestas

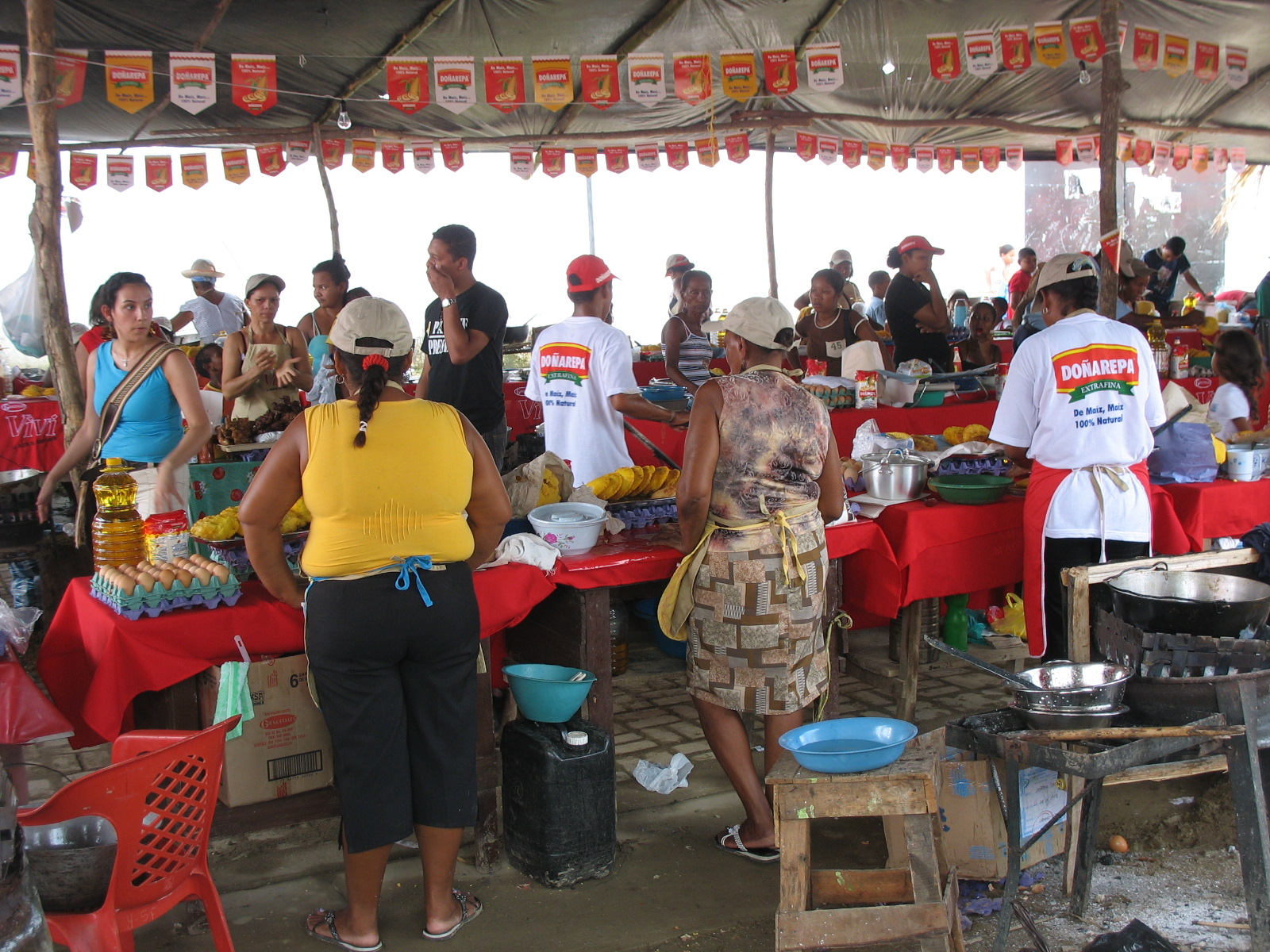
Luruaco, Festival de la Arepa de Huevo 2008.

El evento más emblemático del Atlántico es el carnaval, el cual se lleva a cabo en los distintos municipios del departamento. Otros eventos son las fiestas patronales, festivales musicales, Semana Santa, corralejas y festivales gastronómicos.
- Baranoa: Fiestas de Santa Ana. 24, 25 y 26 de julio.
- Barranquilla: Carnaval.
- Campeche, corregimiento de Baranoa: Festival de la Ciruela (marzo).
- Campo de la Cruz: Fiesta de San José. 18, 19, 20 y 21 de marzo.
- Candelaria: Carnavales. Fiestas de la Virgen de la Candelaria (1 y 2 de febrero). Fiestas San Vicente Ferrer (28 de agosto).
- Caracolí, corregimiento de Malambo: fiestas en honor a la Virgen del Carmen (16 de julio).
- Galapa: Festival Intermunicipal del Folclor (martes de carnaval). Fiesta San Francisco de Asís (1, 2, 3 y 4 de octubre).
- Juan de Acosta: Reinado Intermunicipal del Millo (enero o febrero).[31] Fiesta de la Inmaculada Concepción (8 de diciembre).
- Luruaco: Fiesta de San José (marzo). Festival de la Arepa de Huevo (julio).
- Malambo: Fiestas patronales de Santa María Magdalena (19-22 de julio).
- Manatí: Fiesta patronal de San Luis Beltrán (octubre). Fiesta de la Inmaculada Concepción (diciembre).
- Palmar de Varela: Fiesta de San Juan Bautista (22-24 de junio).
- Piojó: festival y reinado Intermunicipal de la Palma Amarga (lunes de carnaval). Fiestas patronales de san Antonio de Padua (13 de junio).
- Pital de Megua: Festival del Pastel (último fin de semana de junio). San Isidro Labrador (15 de mayo).
- Polonuevo: Fiestas de San Pablo (enero).
- Ponedera: Carnavales. Fiestas de la Virgen de la Candelaria (1-5 de febrero). Festival del Bollo.
- Puerto Colombia: Sirenato Departamental de la Cumbia (enero o febrero).[31] Día de San Juan Bautista (junio). Fiestas de la Virgen del Carmen (julio).
- Repelón: Fiestas patronales San Antonio de Padua (13 de junio).
- Sabanagrande: Fiesta patronal de Santa Rita de Casia (mayo).
- Sabanalarga: Semana Santa. Fiestas patronales de Nuestra Señora de las Mercedes (octubre).
- Santa Lucía: Festival Nacional Son de Negro (a mediados de año) y fiestas patronales de Santa Lucía de Siracusa (13 de diciembre).
- Santo Tomás: Reinado intermunicipal (febrero); Semana Santa (tradición de penitentes); fiestas patronales de santo Tomás de Villanueva (septiembre).

- Sibarco: Fiestas del Guandú (enero o febrero).[32][33]
- Soledad: Festivales del merecumbé y la butifarra (junio). Fiestas de San Antonio de Padua (13 de junio).
- Suan: Festival de arte y cultura Suan de la Trinidad (24-27 de junio). Fiestas patronales de la Inmaculada Concepción (7 y 8 de diciembre).
- Tubará: Fiestas de San José (19 de marzo).
- Usiacurí: Fiesta de la Virgen del Tránsito (agosto).

### Religión

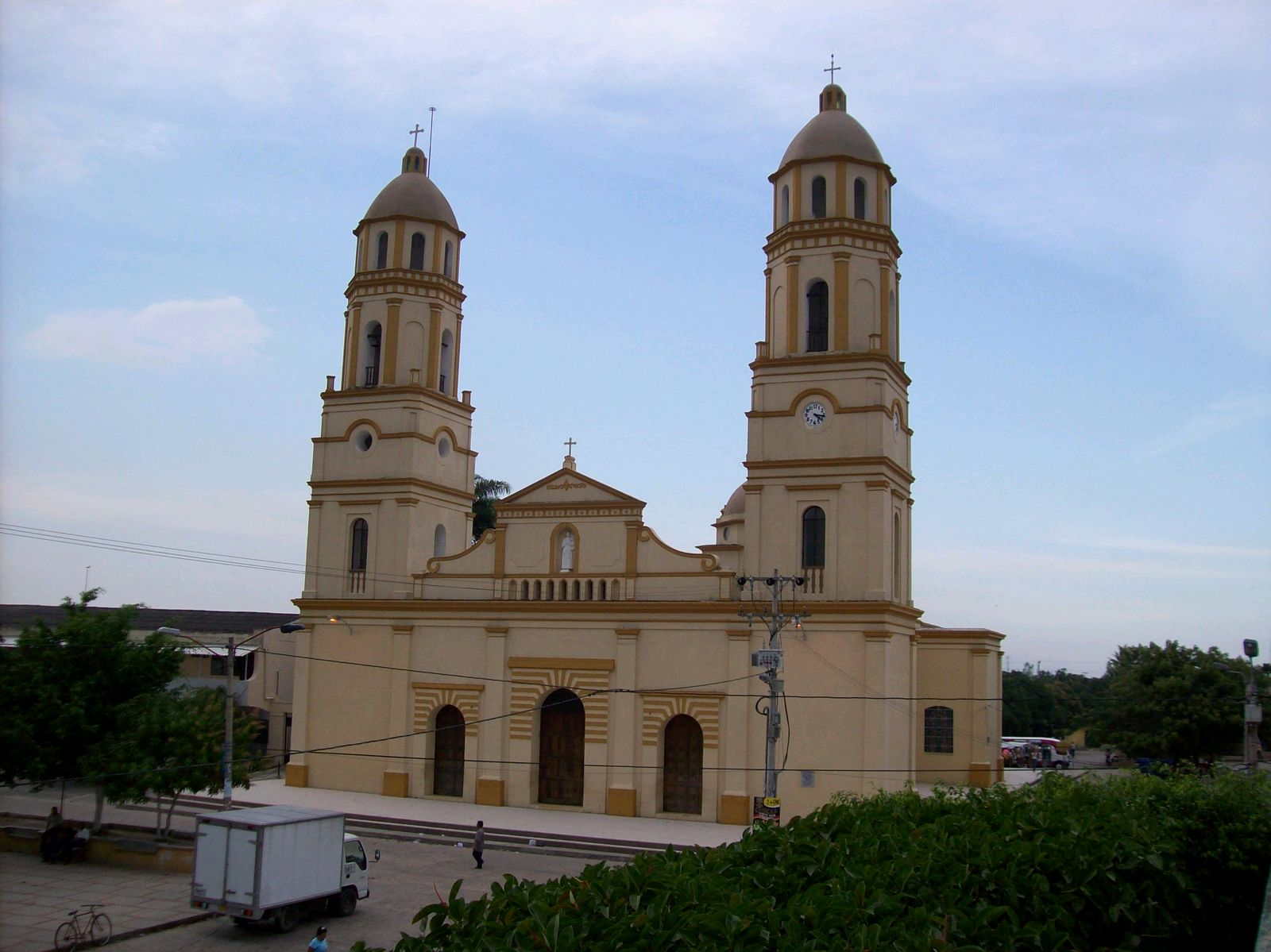
Iglesia de San Antonio de Padua, Sabanalarga.

La religión de la mayoría de la población es la católica.

## Deporte
La actividad deportiva profesional se lleva a cabo casi exclusivamente en Barranquilla, donde destacan la práctica del fútbol, el béisbol, el boxeo y el baloncesto. El béisbol es popular también en Repelón. El fútbol es el deporte más popular del departamento, su práctica se destaca en Malambo, Puerto Colombia, Sabanagrande, Sabanalarga, Santo Tomás, Campo de la Cruz, Soledad y Suan, entre otros. Barranquilla es sede del Júnior, uno de los clubes de fútbol más importantes y antiguos del país que juega en la Categoría Primera A del fútbol colombiano y de su equipo filial Barranquilla Fútbol Club que juega en la primera B, también es sede del Júnior Femenino. En futsal tiene al equipo Independiente Barranquilla de la Liga Argos.
El barranquillero Helmut Bellingrodt fue el primer medallista olímpico colombiano (plata en tiro al jabalí en Múnich 1972).
Sugar Baby Rojas fue campeón mundial supermosca de boxeo en 1987. Otros boxeadores destacados fueron Mario Miranda y Emiliano Villa.
Los Titanes es el equipo de Barranquilla en el torneo profesional de baloncesto de Colombia, del que ha sido varias veces campeón.
Los deportes náuticos como el surfing, el kitesurf, el windsurf y la pesca deportiva se practican en las playas de Puerto Colombia, Tubará, Juan de Acosta, en las ciénagas de Luruaco y del Totumo y en el embalse del Guájaro. Existe una pequeña comunidad de windsurfers que practican en lugares como Puerto Velero (donde hay una escuela de windsurf y kitesurf), considerado uno de los lugares más cómodos para aprender estos deportes, y las playas de Sabanilla, que con su oleaje es ideal para deportistas experimentados, donde se practica la modalidad de Olas o Wave. En el cerro de Cupino de Puerto Colombia se practica el parapente.